# Glaciar Depósito
El glaciar Depósito es un glaciar de valle, flanqueado por morrenas laterales, que finaliza en un alto acantilado de hielo vertical en la cabecera de la bahía Esperanza, en el extremo noreste de la península Antártica.

## Historia y toponimia

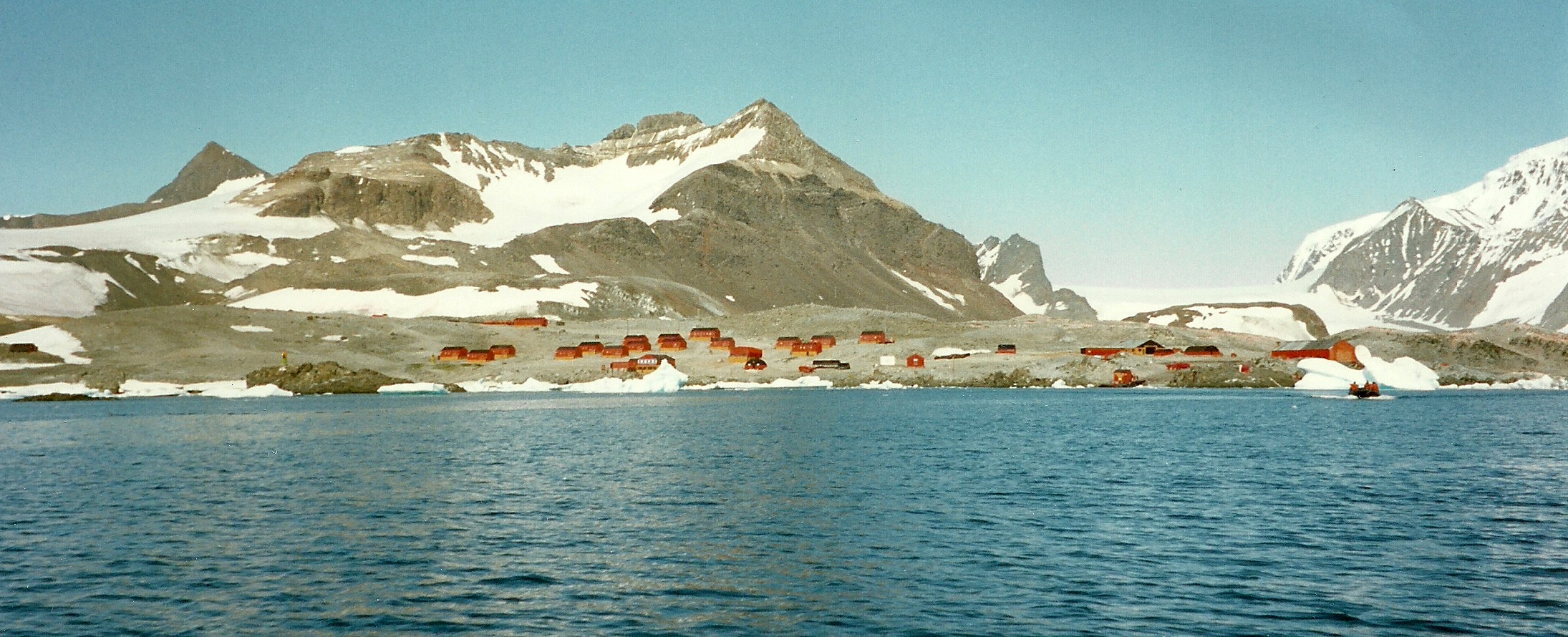
Vista de la base Esperanza y sus alrededores desde la bahía homónima. El valle del glaciar Depósito se destaca del lado derecho de la imagen.

Fue descubierto por la Expedición Antártica Sueca, entre 1901 y 1904, al mando de Otto Nordenskjöld, y así llamado por él porque, visto desde el estrecho Antarctic, parecía ser un sitio posible para un depósito. También ha sido llamado en Argentina glaciar Esperanza en asociación con la bahía homónima. Ha sido cartografiado por el British Antarctic Survey en 1945 y 1955.
Desde su descubrimiento en 1903, el glaciar ha retrocedido.

## Fauna
En cercanías del glaciar, hay una pequeña colonia de 35 parejas de pingüinos de vincha (Pygoscelis papua ellsworthi).

## Reclamaciones territoriales
Argentina incluye al glaciar en el departamento Antártida Argentina dentro de la provincia de Tierra del Fuego, Antártida e Islas del Atlántico Sur; para Chile forma parte de la comuna Antártica de la provincia Antártica Chilena dentro de la Región de Magallanes y de la Antártica Chilena; y para el Reino Unido integra el Territorio Antártico Británico. Las tres reclamaciones están sujetas a los términos del Tratado Antártico.
Nomenclatura de los países reclamantes:
- Argentina: glaciar Depósito[4] o Esperanza[3]
- Chile: ¿?
- Reino Unido: Depot Glacier[3]

## Galería

Panorámica de la bahía Esperanza. Por la izquierda se observa el pico Pirámide y el glaciar Buenos Aires. En el centro, se destaca el monte Flora, el valle del glaciar Depósito y la base Esperanza. A la derecha aparecen el monte Taylor, el cerro Cuerno y el glaciar Arena.